# Мирненська сільська рада (Бориспільський район)
Мирненська сільська рада — орган місцевого самоврядування у Бориспільському районі Київської області з адміністративним центром у с. Мирне.

## Населені пункти
Сільській раді підпорядковані населені пункти:
- с. Мирне
- с. Малі Єрківці

## Склад ради
Рада складається з 16 депутатів та голови.

### Керівний склад ради
| ПІБ                         | Основні відомості                                                 | Дата обрання | Дата звільнення |
| --------------------------- | ----------------------------------------------------------------- | ------------ | --------------- |
| Чуй Світлана Петрівна       | Сільський голова, 1963 року народження, освіта, позапартійна      | 26.03.2006   | 31.10.2010      |
| Коваленко Оксана Степанівна | Сільський голова, 1968 року народження, освіта вища, позапартійна | 31.10.2010   |                 |

Примітка: таблиця складена за даними джерела